# Kanton Limay
Kanton Limay (fr. Canton de Limay) je francouzský kanton v departementu Yvelines v regionu Île-de-France. Skládá se ze 17 obcí.

## Obce kantonu
- Brueil-en-Vexin
- Drocourt
- Follainville-Dennemont
- Fontenay-Saint-Père
- Gargenville
- Guernes
- Guitrancourt
- Issou
- Jambville
- Juziers
- Lainville-en-Vexin
- Limay
- Montalet-le-Bois
- Oinville-sur-Montcient
- Porcheville
- Sailly
- Saint-Martin-la-Garenne